# Kanoroba
Kanoroba est une ville de la Région des savanes située au nord de la Côte d'Ivoire, dans le département de Korhogo dont elle est l'une des sous-préfectures.